# En riddares historia
En riddares historia (A Knight's Tale) är en amerikansk komedi och äventyrsfilm från 2001 skriven och regisserad av Brian Helgeland och med Heath Ledger och Rufus Sewell i huvudrollerna.

## Handling

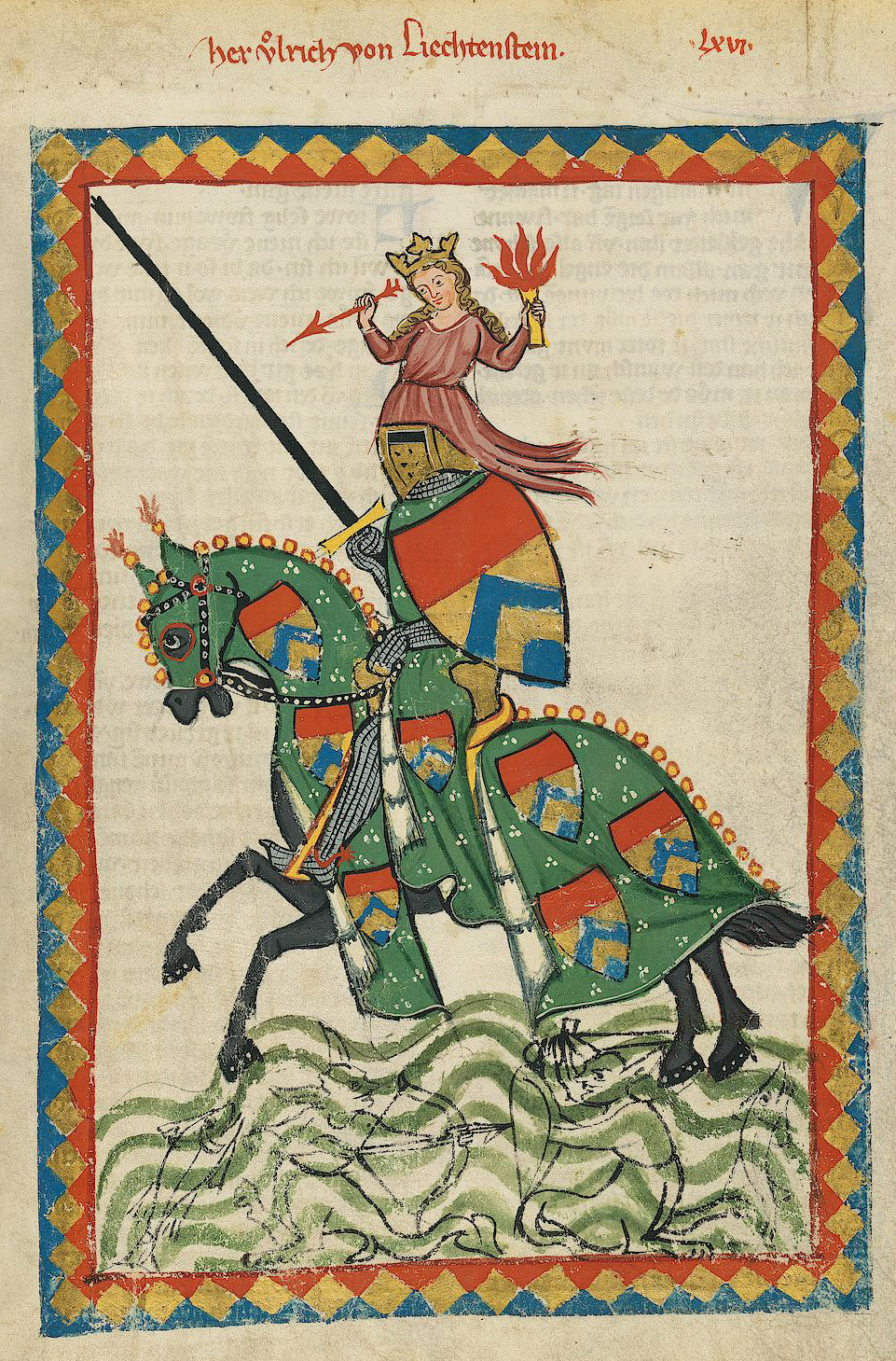
Porträtt av Ulrich von Lichtenstein som huvudkaraktären Will Thatcher utger sig för att vara under större delen av filmen.

1300-talets Europa. Will Thatcher och hans vänner Roland och Wat är väpnare åt en riddare (Sir Ector) med någon framgång i tornerspel. När riddaren plötsligt dör står trions försörjning på spel, så Will, som vill lämna sitt liv som fattig på samhällets botten, övertar rustningen och ställer själv upp som riddare. Han vinner sin sitt första tornerspel, och när han träffar den oratoriskt skicklige författaren Geoffrey Chaucer får han denne att förfalska ett adelsbrev så att Will kan ställa upp i europamästerskapen. Han börjar vinna allt fler tornerspel och förälskar sig i den sköna adelskvinnan Jocelyn.
Will går i början av filmen under namnet Ulrich av Lichtenstein (en tysk poet och minnessångare under 1200-talet) och låter tillverka ett adelsdokument som falskeligen bevisar att han är adlig vilket gör att han får vara med i tornerspelen.

## Om filmen
Filmen är inspelad vid Barrandov Studios i Prag och statisterna, som i huvudsak utgör publiken under tornerspelen, var tjecker av vilka vissa dessutom var hemlösa. Skådespelaren Paul Bettany, som spelar den engelske författaren och poeten Geoffrey Chaucer (1343–1400) i filmen, håller en rad monologer i filmen i form av introduktioner när han presenterar Ulrich von Lichtenstein inför tornerspelens publik. På grund av att statisterna var tjecker och inte förstod mycket alls av vad som sades av de engelsktalande skådespelarna var det i början svårt att få den önskade publikreaktionen, men Bettany utvecklade ett flaggsystem som han fick inskrivet i manuset, så när flaggorna höjdes i luften så visste publiken att de skulle skratta.
| ” | Du går hem på kvällen och arbetar på dina tal, ni spelar in dem men ingen skrattar. Det är då du inser att, visst ja, jag är i Tjeckien och ingen pratar ett ord engelska. | „ |
| – Paul Bettany om samspelet med de tjeckiska statisterna under inspelningen av En riddares historia., | |   |

I scenen i filmen där Chaucer först introducerar "Sir Ulrich" för publiken var det meningen att de skulle jubla direkt efter Bettanys sista replik ("we walk in the garden of his turbulence!"), men eftersom de inte förstod vad han sade var publiken istället helt tyst, till dess att Bettanys och Heath Ledgers skådespelarkollega Mark Addy (som spelar Roland i filmen) sex sekunder senare gav ifrån sig ett högt jubel varpå publiken direkt stämde med i jublet. Scenen behölls i filmen eftersom regissören Brian Helgeland tyckte att den pinsamma tystnaden gjorde scenen roligare.
Efter eftertexterna tillkommer det en extra scen.
Filmen hade allmän premiär i USA den 11 maj 2001. Den svenska premiären var den 2 november samma år och filmen är tillåten från 7 år.

## Rollista i urval
- Heath Ledger – Sir William Thatcher/Sir Ulrich von Lichtenstein av Gelderland
- Rufus Sewell – Greve Adhemar av Anjou
- Shannyn Sossamon – Lady Jocelyn
- Paul Bettany – Geoffrey Chaucer
- Laura Fraser – Kate, smeden
- Mark Addy – Roland
- Alan Tudyk – Wat Falhurst
- James Purefoy – Sir Thomas Colville/Edvard, den svarte prinsen

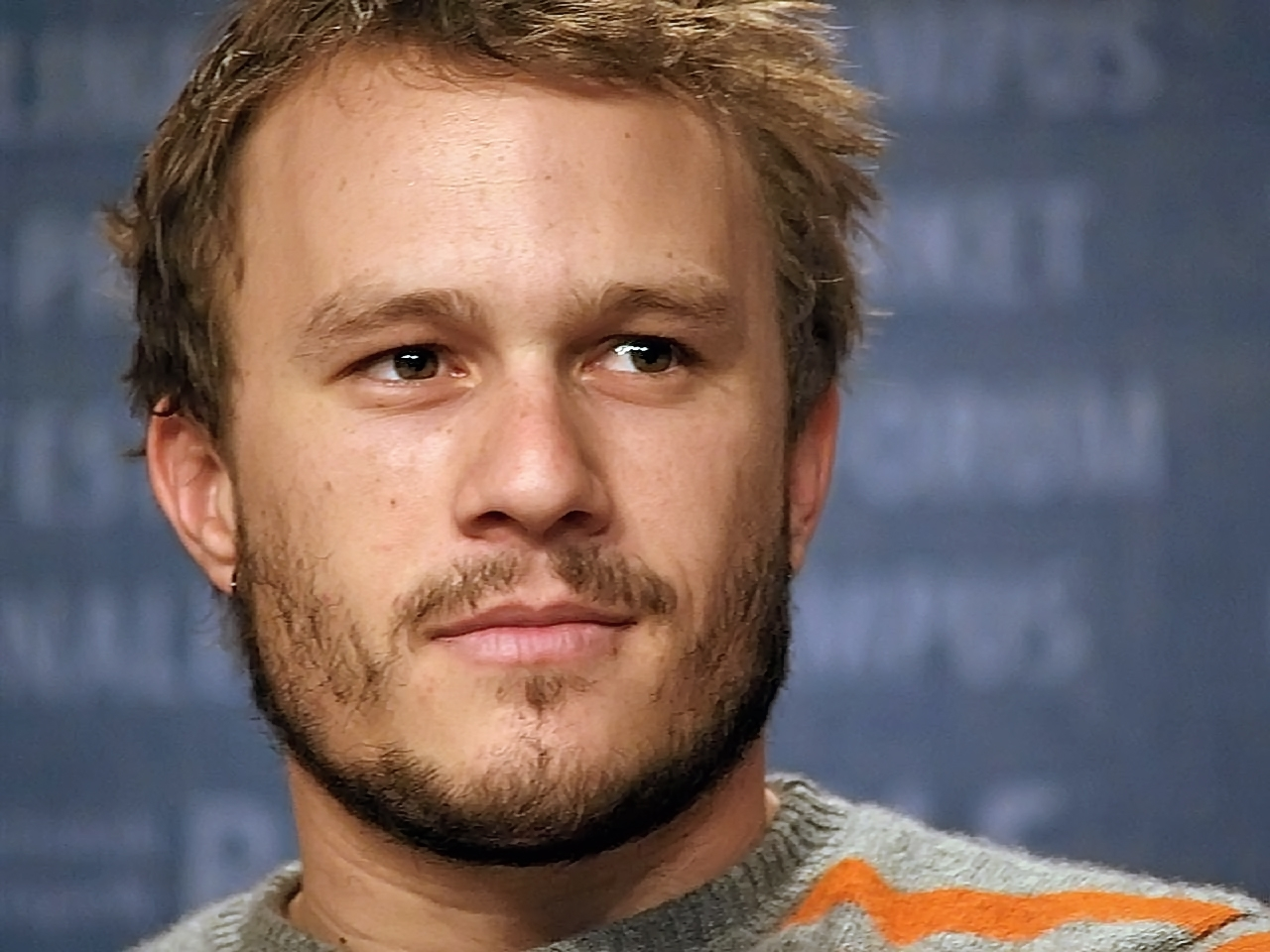
Heath Ledger
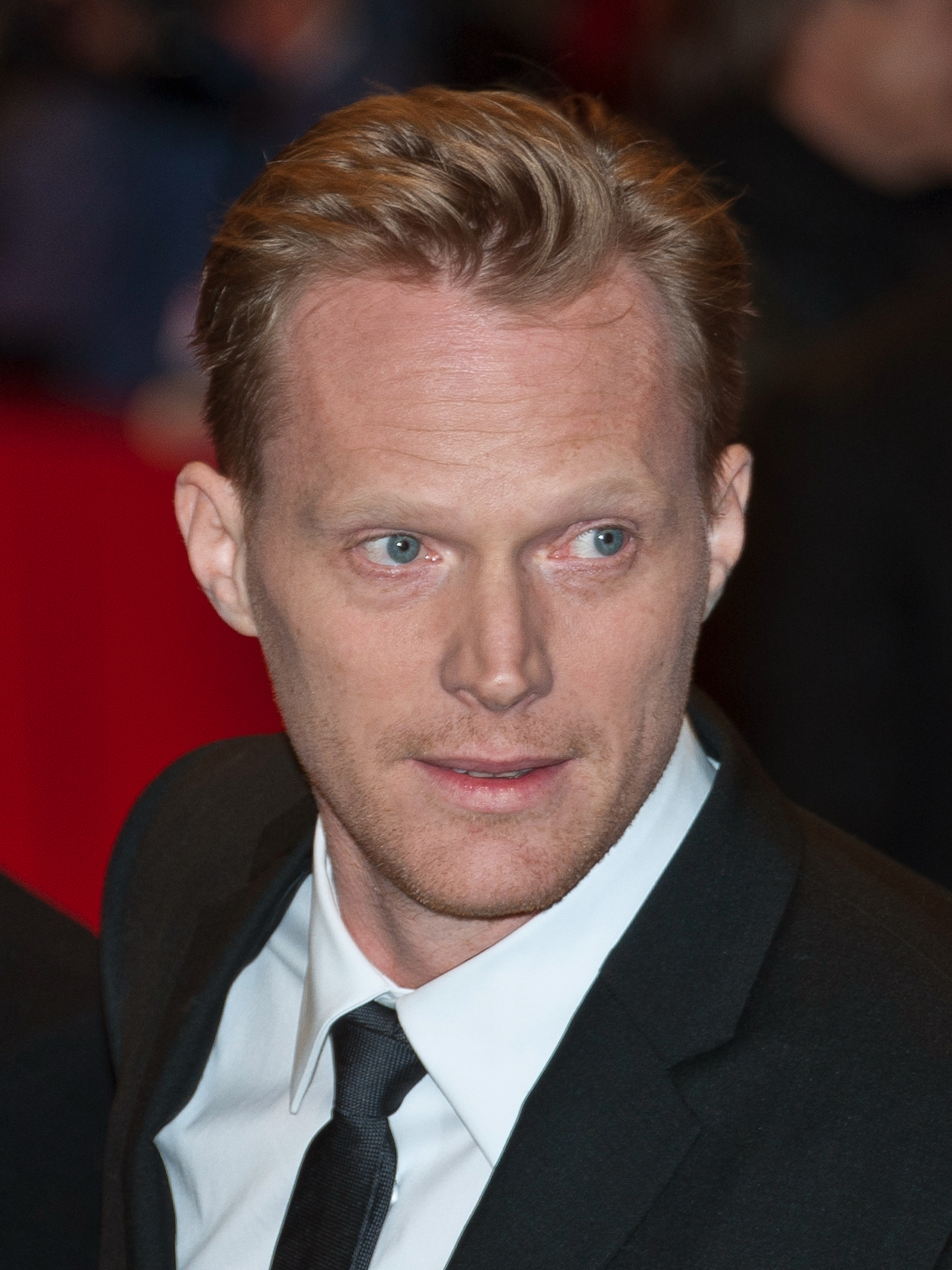
Paul Bettany
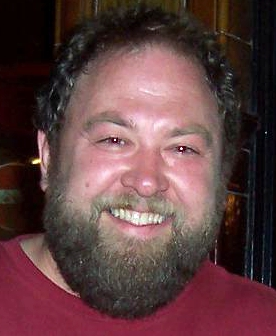
Mark Addy
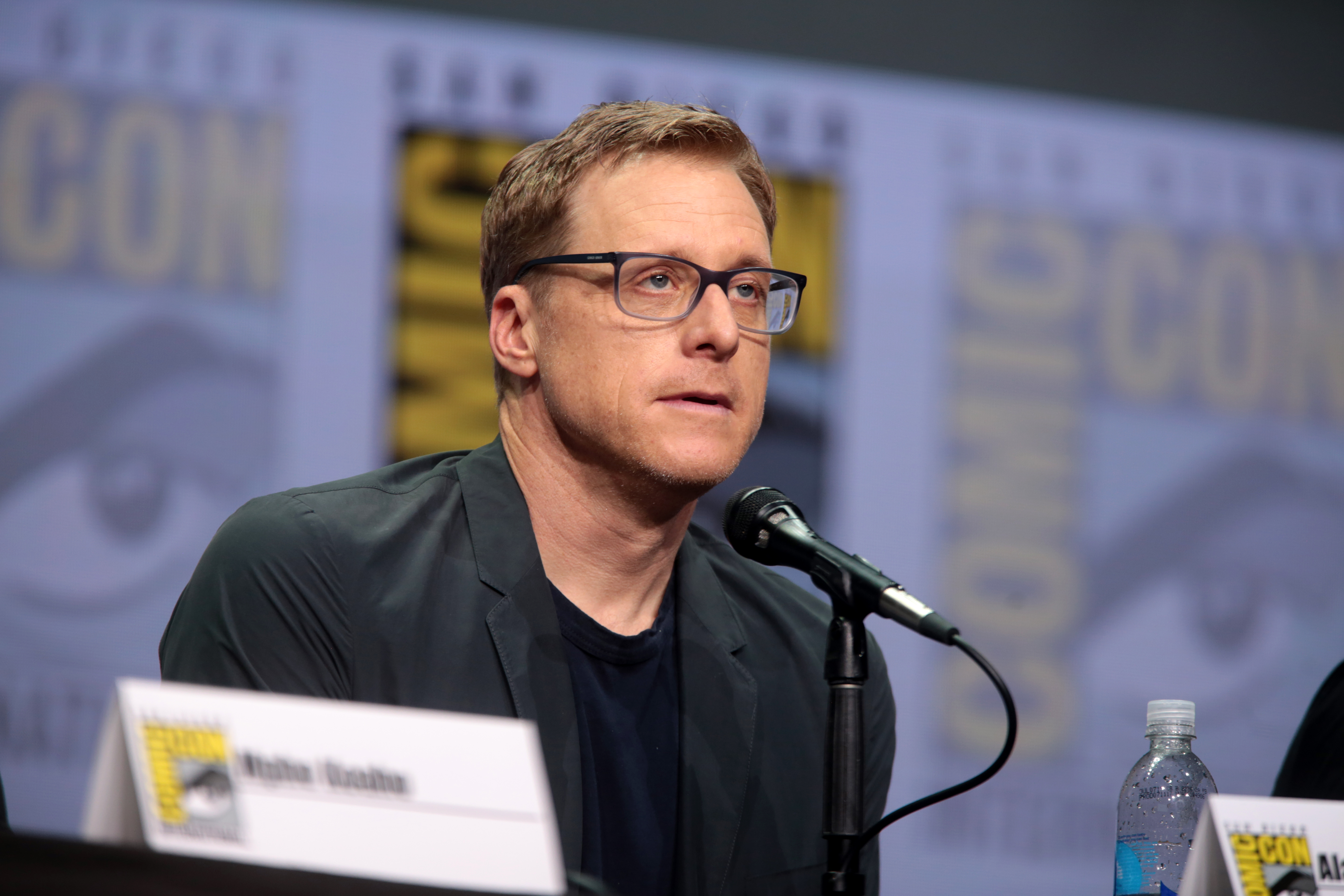
Alan Tudyk

## Musik i filmen
Carter Burwell komponerade filmmusiken till En riddares historia men filmen, som utspelar sig under medeltiden, använder sig dessutom av klassiska rocklåtar (som publiken under tornerspelen klappar med till) av bland annat Queen, David Bowie, Thin Lizzy och AC/DC.
Låtarna i den ordning de förekommer i filmen:
- We Will Rock You, skriven av Brian May, framförd av Queen
- Low Rider, skriven av Sylvester Allen, Harold Brown, Morris Dickerson, Lonnie Jordan, Charles Miller, Lee Oskar, Howard Scott och Jerry Goldstein, framförd av War
- Takin' Care Of Business, skriven av Randy Bachman, framförd av Bachman-Turner Overdrive
- Golden Years, skriven och framförd av David Bowie
- Further On Up the Road, skriven av Don Robey och Joe Veasey, framförd av Eric Clapton
- Get Ready, skriven av William Robinson Jr, framförd av Rare Earth
- I Want to Take You Higher, skriven av Sylvester Stewart, framförd av Sly & The Family Stone
- The Boys Are Back In Town, skriven av Phil Lynott, framförd av Thin Lizzy
- You Shook Me All Night Long, skriven av Brian Johnson, Angus Young och Malcolm Young, framförd av AC/DC
- We Are the Champions, skriven av Freddie Mercury framförd av Robbie Williams och Queen
- Eye Conqueror, skriven av Stephan Jenkins, framförd av Third Eye Blind

## Utmärkelser
- 2002 – Golden Trailer – Bästa handling
- 2002 – ALFS Award – Årets bästa brittiska manliga biroll (Paul Bettany)
- 2002 – Taurus Award – Bästa arbete med djur (Pascal Madura)
- 2002 – Taurus Award – Hårdaste slag (Thomas DuPont)